# トモエ算盤

三つ巴。同社の社章は右回転である。太鼓は同社と無関係。

トモエ算盤株式会社（トモエそろばん-）は、日本のそろばんメーカーである。1920年（大正9年）創業のトップメーカーである。

## 概要・略歴
1920年（大正9年）、先代社長・藤本勇治が同社の前身を設立した。それに先立つ1918年（大正7年）、現在の商標を登録しているが、これは藤本家の家紋の「三つ巴」をそのまま社章としたものである。戦後、1949年（昭和24年）、会社組織化した。先代・勇治が1985年（昭和60年）2月18日に死去、娘のトモエが社長に就任して、現在に至る。
先代藤本の功績は、前近代的であったそろばん生産と商習慣の改革であった。生産から販売までの一貫体制をもって、品質管理と販売網の整備を行ない、独自の市場を開拓し、海外にも輸出したことである。全国での統一価格制も敷いた。
1970年代、同社はテレビCMやラジオCM、番組へのスポンサードを行なっていた。なかでも、STVラジオ『STVアタックナイター』土曜日のスポンサーとして長らく提供されていたことと、文化放送が主催した「新宿音楽祭」の初期のスポンサーの一社になったことが知られている。当時の同社のブランド表記が「トモヱそろばん」であったため、過去のCMを回顧するブログや掲示板等で「ヱ」の文字が強調されているが、社名表記は「エ」である
2006年（平成18年）、同社の小野工場は、同県内尼崎市のゼロ精工とともに、高齢者や子ども向けのそろばんを共同開発したが、2008年（平成20年）、スペースシャトルで使用するためのそろばんを2社で共同開発し、宇宙飛行士の星出彰彦の手で実際に持ち込まれた。これは、宇宙航空研究開発機構が星出の母校慶應義塾大学に依頼したもので、同大の卒業生の案のなかから、藤本トモエの案が採用されたものである。

## 過去の提供番組
上記のほか
- 文化放送ホームランナイター（文化放送）
- ラジオ大阪ドラマティックナイター（ラジオ大阪）
- 夜のヒットスタジオ（1970年代初期、フジテレビ系）
- 運命峠（1974年、関西テレビ・フジテレビ系）
- スーパー戦隊シリーズ（1985年〜1987年）
- 聖闘士星矢（初期のアニメ）
- 藤子不二雄劇場（以上テレビ朝日系）

## 註
1. 1 2 3  #外部リンクの公式サイト内「会社概要」ページの記述を参照。
2. ↑  当時のCMソングは、#外部リンクの公式サイト内「会社概要」ページで試聴することができる（2008年（平成20年）9月14日現在）。
3. ↑  外部リンクの公式サイトにはこの表記の変遷・経緯は記されていない。
4. ↑  神戸新聞公式サイト内の記事「兵庫産そろばん、星出さんと宇宙の旅」（2008年（平成20年）6月9日付）の記述を参照。